# Elbingen
Elbingen là một đô thị thuộc một ‘‘Verbandsgemeinde’’ - ở huyện Westerwald trong bang Rheinland-Pfalz, Đức. Đô thị Elbingen có diện tích 2,3 km².
Đô thị này nằm ở Westerwald giữa Montabaur và Westerburg.